# Pico Roureda
Pico Roureda är en bergstopp i Spanien.   Den ligger i provinsen Província de Girona och regionen Katalonien, i den östra delen av landet, 600 km öster om huvudstaden Madrid. Toppen på Pico Roureda är 716 meter över havet. Pico Roureda ingår i Serra de l'Albera.
Terrängen runt Pico Roureda är varierad.Runt Pico Roureda är det ganska glesbefolkat, med 30 invånare per kvadratkilometer. Närmaste större samhälle är Figueres, 19,5 km söder om Pico Roureda. 